# Walkin’
Walkin’ ist ein Jazz-Album von Miles Davis, das 1957 von Prestige Records veröffentlicht wurde und gleichzeitig das Titelstück des Albums, dessen Urheberschaft nach wie vor ungeklärt ist.

## Vorgeschichte der Aufnahmen
Durch seine Drogensucht war Miles Davis in den Jahren 1953/1954 etwas aus dem Scheinwerferlicht geraten. Zu Beginn des Jahres 1954 hatte er einen schlecht bezahlten Gig im Bluebird Inn in Detroit. Am anderen Ende der Stadt spielte damals der junge und talentierte Clifford Brown mit Max Roach. Unter dem Eindruck dieses Konzerts, bei dem Davis einen spontanen und emotional bewegenden Kurzauftritt absolvierte, beschloss er, seine Drogensucht zu überwinden und seine Karriere wieder ins Gleis zu bringen. Miles Davis hatte seit Mai 1953 nicht mehr im Studio gestanden; damals hatte er mit Charles Mingus, John Lewis, Percy Heath und Max Roach für Prestige Records die Titel „When Lights Are Low“, „Tune Up“, „Miles Ahead“ und „Smooch“ aufgenommen, die 1954 auf der 10-Zoll-LP Miles Davis Quartet (PRLP 161) erschienen und 1956 auf der 12-Zoll-LP Blue Haze (PRLP 7054).
Anfang März 1954 machte er wieder Plattenaufnahmen mit dem Pianisten Horace Silver, Percy Heath und Art Blakey für Blue Note, die als Beweis für Miles’ Genesung gelten: sie zählen zu den rhythmisch aggressivsten, die er bis zu dem damaligen Zeitpunkt aufnahm. Die Stücke erschienen 1954 auf der 10-Zoll-LP Miles Davis, Vol. 3 (BLP 5040) und 1955 auf der 12-Zoll-LP Miles Davis Volume 2 (BLP 1502). Eine Woche später nahm er für Prestige mit der gleichen Rhythmusgruppe auf. Bei der Session vom 15. März 1954 entstanden die Titel „Four“, „Old Devil Moon“ und „Blue Haze“, die ebenfalls auf Miles Davis Quartet und später auf Blue Haze erschienen.

## DieWalkin’-Aufnahmen

### Die Session vom 3. April 1954
Gut drei Wochen später ging Miles Davis erneut mit seiner Rhythmusgruppe ins Aufnahmestudio; diesmal hatte er noch den jungen Altsaxophonisten Dave Schildkraut verpflichtet, der verblüffend nach Charlie Parker klingt (dessen Parker-Manierismen aber etwas stören). Es wurden vier Titel aufgenommen: Bei der seit 1963 Davis zugeschriebenen Komposition „Solar“, deren Harmonik an den Swingklassiker „How High the Moon“ erinnert, kommt der „cup-mute“ (gestopfte) Sound des Trompeters am besten zur Geltung. Die Ballade „You Don’t Know What Love Is“ kannte Davis aus seinen Tagen im Billy-Eckstine-Orchester; an der Interpretation fällt eine etwas schwerfällige Phrasierung auf. Das schnelle „Love Me or Leave Me“ hat eine flüssige und trockene Phrasierung, die vor allem von der Besenarbeit Kenny Clarkes ausgeht. Der Titel „I’ll Remember April“ wurde auf dem Walkin’ Vorgänger-Album Blue Haze erstveröffentlicht.

### Die Session vom 29. April 1954
Ende des Monats April war Miles Davis so weit, in erweiterter Besetzung die Aufnahmen von „Walkin’“ und „Blue ’n Boogie“ einzuspielen. Sie zählen heute zum klassischen Repertoire des Hardbop. Die drei Bläser der Miles Davis All Stars waren außer dem Trompeter der Posaunist J. J. Johnson und der Saxophonist Lucky Thompson. Die Aufnahmen dieser Band standen im starken Gegensatz zu den kühlen Klängen des Miles Davis-Nonetts von 1949/50. Walkin’ war geradlinig und fast schroff, mit einem bluesigen „funky sound“. Peter Wießmüller notiert zu dem Titel: „er wird in einem ’erzählenden’ Medium-Tempo vorgetragen, wobei die Rhythmusgruppe ein verblüffend geschlossenes Timing zugrunde legt. Die Balance zwischen Elastizität und Trägheit bewegt sich stets auf Messers Schneide.“
Miles Davis erzählte in seiner Autobiographie von diesem Augenblick: „Mann, dieses Album veränderte mein ganzes Leben und war der Anfang meiner zweiten Karriere. Für diese Session holte ich mir J. J. Johnson und Lucky Thompson, denn ich wollte einen vollen Sound: Lucky für dieses Ben Webster-Ding und J. J. mit seinem dicken, fetten Ton für den Bebop-Sound. (…) Nach dieser Session wussten wir, dass was Großes gelungen war, sogar Bob Weinstock und Rudy waren davon begeistert. Aber wir konnten noch nicht ahnen, welche Wirkung das Album haben sollte. Diese Musik war ein Wahnsinn, mit Horace, der sein ‚funky‘ Piano drunterlegte und Art, der uns mit seinen harten Rhythmen antrieb. Ich wollte der Musik das Feuer und die Improvisationslust des Bebop zurückgeben; aber ich wollte auch dieses ‚funky‘ Blues-Ding in der Musik und das brachte Horace Silver mit rein.“
Wie sich Horace Silver später erinnerte, hatte Davis Lucky Thompson beauftragt, einige Arrangements mitzubringen, die zunächst im Studio ausprobiert wurden. Da das Ergebnis unbefriedigend war griff Davis auf Head-Arrangements bekannter Stücke zurück und nach Ian Carr war die Frustration der Musiker über den Beginn der Session ein wesentlicher Faktor für die folgende befreite Spielweise in Davis’ erstem Album-Meisterwerk.

## Editionsgeschichte
10-Zoll-LPs, 1954 veröffentlicht
| Miles Davis All Star Sextet PRLP 182                                                                                         | Miles Davis Quintet PRLP 185                                                                            |
| --- | --- |
| Walkin’ | Solar                                                                                                   |
| Blue ’n Boogie | You Don’t Know What Love Is                                                                             |
| | I’ll Remember April                                                                                     |
| Besetzung: Miles Davis (tp), J. J. Johnson (trb), Lucky Thompson (ts), Horace Silver (p), Percy Heath (b), Kenny Clarke (dr) | Besetzung: Miles Davis (tp), Dave Schildkraut (as), Horace Silver (p), Percy Heath (b), Art Blakey (dr) |
| Aufgenommen am 29. April 1954                                                                                                | Aufgenommen am 3. April 1954                                                                            |

12-Zoll-LP, 1957 veröffentlicht
| Walkin’ PRLP 7076 | Walkin’ PRLP 7076                                                                                 | Walkin’ PRLP 7076 | Walkin’ PRLP 7076               |
|                   | Titel                                                                                             | Länge             | Autor                           |
| ----------------- | ------------------------------------------------------------------------------------------------- | ----------------- | ------------------------------- |
| A                 | Walkin’                                                                                           | 13:26             | Richard Carpenter               |
| A                 | Blue ’n Boogie                                                                                    | 8:15              | Dizzy Gillespie/Frank Paparelli |
| A                 |                                                                                                   |                   |                                 |
| B                 | Solar                                                                                             | 4:45              | Miles Davis/Chuck Wayne         |
| B                 | You Don’t Know What Love Is                                                                       | 4:20              | Gene De Paul/Don Raye           |
| B                 | Love Me or Leave Me aufgenommen bei der Session vom 3. April 1954, bis dahin nicht veröffentlicht | 7:00              | Walter Donaldson/Gus Kahn       |

## Rezension
Mike Shera schrieb 1960 im britischen Jazz Journal, diese Platte enthalte einige der besten Stücke des modernen Jazz, die jemals aufgenommen wurden. Die Zeitpunkt sei für Miles Davis besonders gut gewesen. Obwohl er die öffentliche Anerkennung, die seinem Auftritt in Newport 1955 folgen sollte, noch nicht gewonnen hatte, hatte er die meisten technischen Probleme, die seine frühere Arbeit beeinträchtigt hatten, erfolgreich überwunden, so Shera. Wie Ira Gitler in der Liner Notes hervorhebe, war die Sextett-Session für Lucky Thompson ein Comeback. Sein Spiel auf „Walkin’“ und „Blue ’n Boogie“ sei hervorragend, sein Solo auf letzterem, wobei Davis und Johnson hinter ihm agieren, vielleicht der Höhepunkt des gesamten Albums.

## Exkurs: Zur Diskussion um die Urheberschaft von „Gravy“ („Walkin’“)
Der Stammbaum des Stücks „Walkin’“ lasse sich mindestens bis ins Jahr 1950 zurückverfolgen, notierte Bill Kirchner, als es vom Tenorsaxophonisten Gene Ammons als „Gravy“ aufgenommen wurde, Jimmy Mundy wurde als Komponist angegeben. „Gravy“ hatte ein strukturiertes Thema mit einer ordentlichen, leicht fließenden Bluesmelodie darum, schrieb Ashley Kahn.

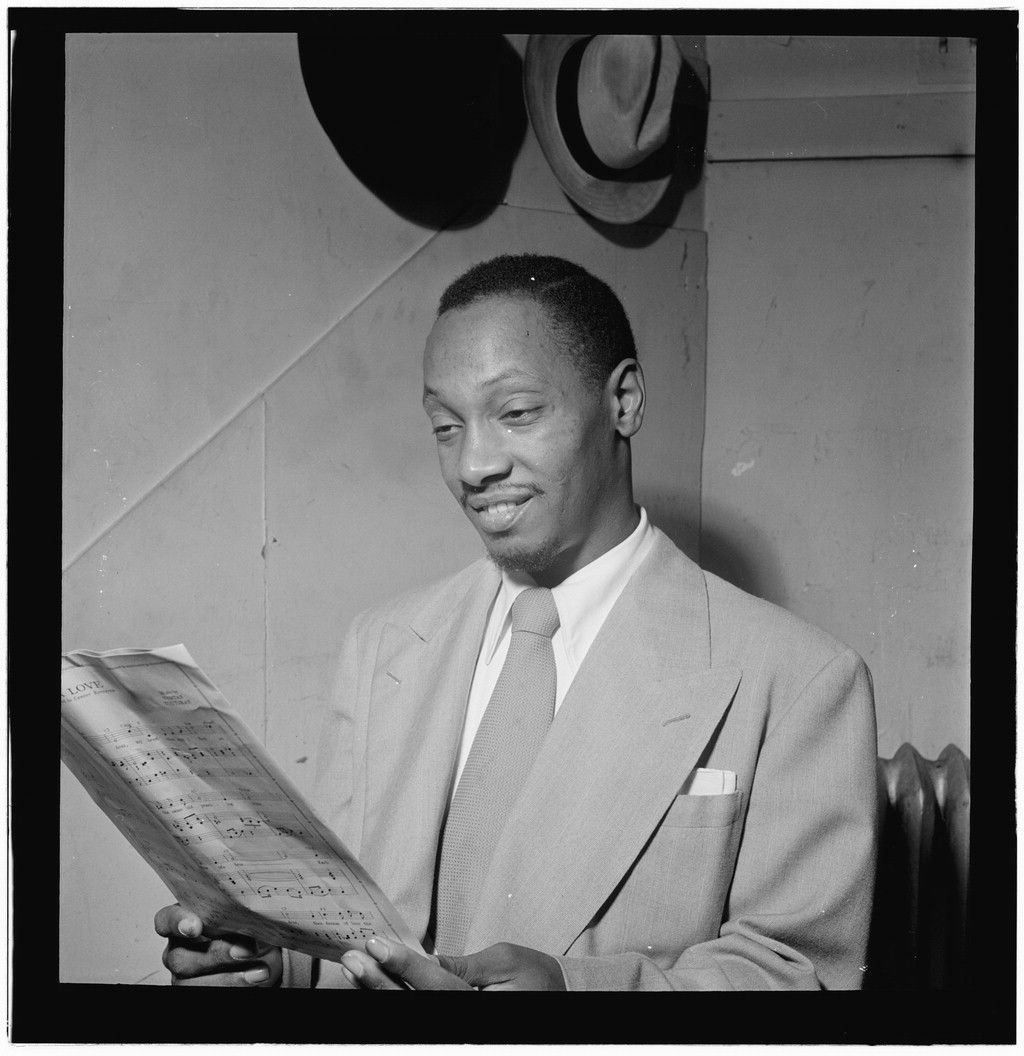
Tadd Dameron, New York, ca. September 1947. Fotografie von William P. Gottlieb

Diese Musik wurde nicht, wie stets angegeben, von Richard Carpenter geschrieben, der ein Agent und Produzent und ein berüchtigter Dieb der Komponisten-Credits von Musikern war.
Paul Combs, Autor einer Biographie über Tadd Dameron, beschreibt Richard Carpenter als „Schattenfigur in der Jazzwelt“, die eine Art langfristige finanzielle Kontrolle über Dameron hatte. Combs vermeidet es, Vorwürfe der Illegalität zu erheben, aber er ist sich ziemlich sicher, dass Carpenter in den 1950er Jahren ein Geschäft damit gemacht hat, Urheberrechte von Musikern mit Drogenproblemen zu kaufen, die ein wenig schnelles Geld brauchten. Es gibt einige Hinweise auf Carpenter von Jazzautoren, die in ihrer Wortwahl unkomplizierter waren; so meinte der Chet Baker Biograf James Gavin zum Beispiel in einem Interview auf jerryjazzmusician.com: „Chet wollte ihn buchstäblich töten. Carpenter gilt als der größte Blutegel, den die Jazzwelt je gekannt hat.“ Da er selbst kein Musiker war, nahm er die einfache Gliederung der Single „Gravy“ von Gene Ammons aus dem Jahr 1950 und strukturierte eine Blues-Nummer darum, für die er unter dem Titel „Walkin’“ Urheberrechte eintragen ließ; Miles Davis nahm das Arrangement erstmals 1952 als „Weirdo“ für Blue Note Records auf, wobei er sich selbst als Komponist ausgab, entschied sich jedoch am 29. April 1954, die Melodie für Prestige neu aufzunehmen, wobei Carpenter nun Komponistenrechte erhielt.
Paul bietet Combs in seinem Buch Dameronia in der Diskussion um die Urheberschaft von „Gravy“ bzw. „Walkin’“ seine Meinung an: „...einige behaupten, dass ['Walkin'] von Lucky Thompson geschrieben wurde, und andere zitieren Gene Ammons. Der Autor neigt dazu, letzterer Zuordnung zuzustimmen, kann sie aber nicht beweisen.“ Laut einem Down-Beat-Artikel von 1964 managte Richard Carpenter einmal Gene Ammons. Laut James Gavins Biographie über Chet Baker war Jimmy Mundy auch ein Kunde von Carpenter. In Gavins Buch heißt es:
„Nach Mundys Tod 1983 fand Don Sickler, ein Trompeter und Musikverleger, der Damerons Katalog betreute, in der Library of Congress das Urheberrechtszertifikat für eine Melodie, die ursprünglich 'Gravey' hieß. Man glaubte, Mundy sei der Komponist, obwohl einige argumentierten, es sei Gene Ammons oder Miles Davis gewesen. Der Titel war teilweise gelöscht; ‚Walkin‘ wurde darüber geschrieben und Carpenters Name als Komponist eingefügt.“